# 1668 w polityce

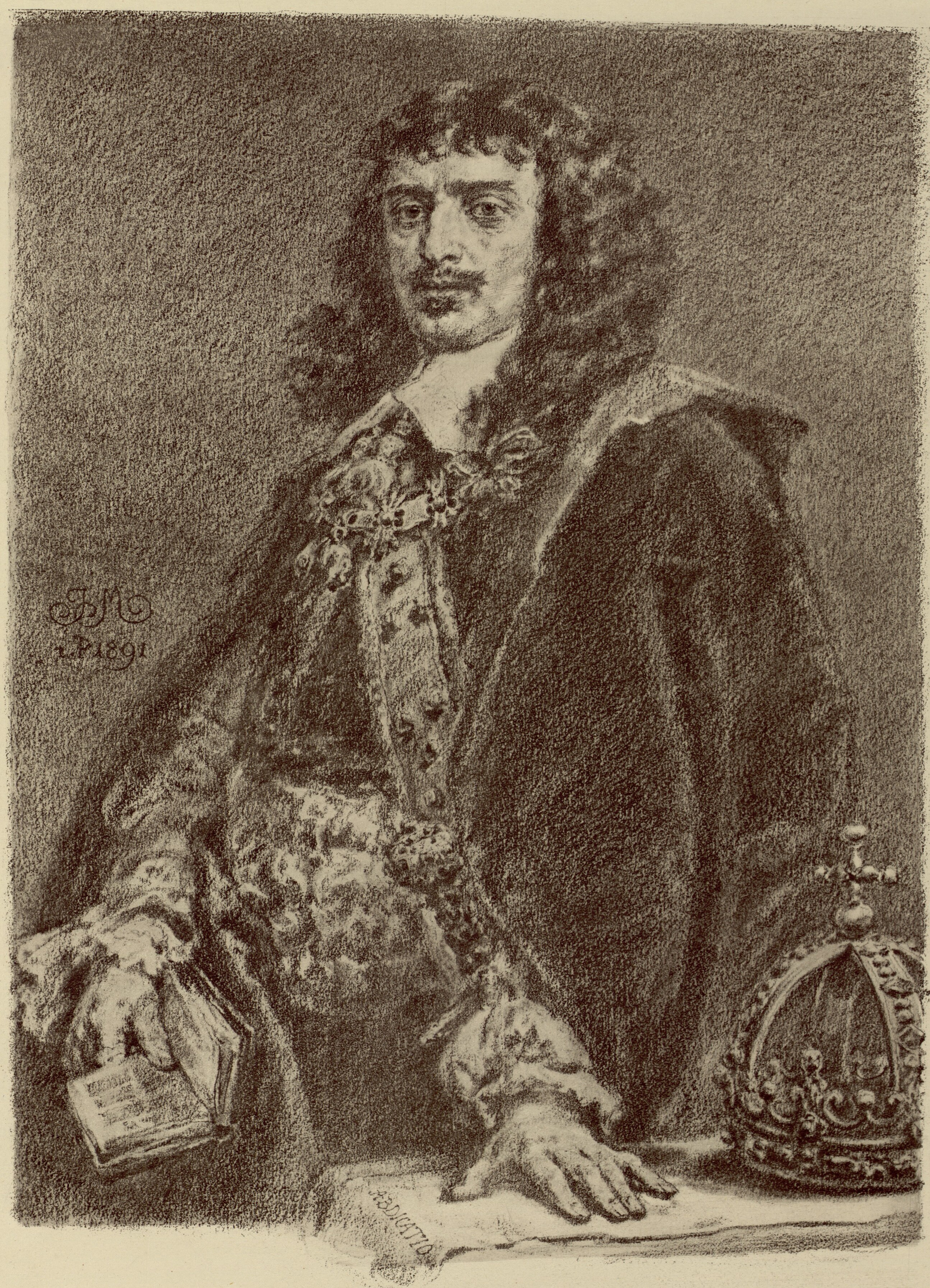
Jan II Kazimierz Waza

Wydarzenia polityczne w 1668 roku.

## Wydarzenia
- Jan II Kazimierz Waza abdykował[1].